# 石原める
石原 める（いしはら める、1997年7月4日 - ）は日本の元AV女優、元アイドルである。愛知県出身、Bstar所属。キャッチコピーは「全力神対応」、「絶対的アイドル」。

## 略歴・人物
15歳よりアイドルとして活動し、瀬織美津姫名義でミスヤングチャンピオン2017でファイナリストに選ばれた経歴を持つ（ツイッターアカウントはユーザー名を変えながらも引き継いでいた）。
2018年、21歳の時期に仕事がまったくなくなり、AV転身を視野に入れる。人前に立つ仕事、誰かの夢や希望になれるという意味でアイドル、グラビア、AV女優業は共通点があると述べている。
2019年、「絶対的アイドルAV DEBUT　石原める」でAVデビュー。芸名はメーカーであるSODの担当者と相談し好きな人物から命名された。
2019年10月30日より原宿☆バンビーナの下部グループ「原宿☆バンビーナ候補生」に加入。
好きな食べ物は魚、エビ、アボカド、スナップエンドウ。身長153センチ。
AVデビューまでの経験人数は3人。アイドル時代水着グラビア経験はあるが、イメージビデオは出していないため、水着で動く場面を撮影したのが新鮮だったという。
小学校3年生ぐらいから、中学3年生までバトントワリングに打ち込んだ。ただし体は固い。
2019年末あたりから「めるちゃんランド出身」を自称することが多い。
2023年9月1日、9月末をもっての引退をインスタグラムで発表。「居心地のいい場所でのんびり甘える事もできるけどそれじゃ自分自身何も成長出来なくて」次のステップに進むと理由を述べた。

## 作品

### アダルトDVD
| 2019年   | 2019年 | 2019年    | 2019年             | 2019年 | 2019年 |
| 発売日   | タイトル | 品番      | メーカー           | 備考   |        |
| -------- | --- | --------- | ------------------ | ------ | ------ |
| 8月1日   | 絶対的アイドル AV DEBUT 石原める | STARS-106 | SODクリエイト      |        |        |
| 9月12日  | AV debut 2nd 性・欲・開・放 4本番 石原める | STARS-122 | SODクリエイト      |        |        |
| 10月10日 | ダメダメなボクをいつも励ましてくれる幼馴染は ボク専属の神対応アイドル' 石原める | STARS-137 | SODクリエイト      |        |        |
| 11月7日  | 逆転マジックミラー公開陵辱SEXライブ 石原める | STARS-151 | SODクリエイト      |        |        |
| 12月12日 | 男の中に女一人祭り開催!! 68本チ〇ポ VS 1欲情アイドル 石原める | STARS-167 | SODクリエイト      |        |        |
| 2020年   | |           |                    |        |        |
| 発売日   | タイトル | 品番      | メーカー           | 備考   |        |
| 1月23日  | 石原める 初中出し解禁ドキュメント ～初めての中出しは好きな人と～ | STARS-191 | SODクリエイト      |        |        |
| 5月7日   | 顔出しMM号 女子大生限定 ザ・マジックミラー Wデート中の仲良し大学生カップル交換企画! 杭打ちピストン連続射精騎乗位バトル! 初めての同室スワッピングでイケナイと思いつつも 彼氏の目の前で親友の彼チ○ポを生挿入! 生中出し!! in 池袋                       | DVDMS-532 | DEEP'S             |        |        |
| 5月21日  | 濡れてテカってピッタリ密着 神スク水 石原める | OKS-088   | 親父の個撮         |        |        |
| 5月29日  | 上京したての地方出身女子大生限定! はじめてのヌルヌル素股体験してみませんか? ゴム無しち●ぽと生ヒダま●こが擦れあって、 互いの股間が愛液まみれ! すけべな匂いがム～ン! くちゅくちゅしてたらツルンっとはいっちゃって イクイク連続生中出しスペシャル!      | SKMJ-103  | 赤面女子           |        |        |
| 7月9日   | 中出しブルマん娘 める | FGAN-019  | フェチ眼           |        |        |
| 7月13日  | 1番綺麗じゃない。でも、1番楽しいエッチが撮れました | SQTE-311  | S-Cute             |        |        |
| 8月20日  | 妹との相思相愛姦 2人きりになるとセックスして暇を潰す兄妹 | OVG-148   | グローリークエスト |        |        |
| 9月13日  | 固定バイブだるまさんが転んだ 18 | HJMO-438  | はじめ企画         |        |        |
| 10月15日 | どんな女でも絶対にイカせる玩具で 何度もガチイキするアヘ顔晒しオナニー 2 | OVG-156   | グローリークエスト |        |        |
| 2021年   | |           |                    |        |        |
| 発売日   | タイトル | 品番      | メーカー           | 備考   |        |
| 1月8日   | ＃飲み友募集【検証】マッチングアプリで知り合った女の子を お持ち帰りできるのか? Episode2 feat.FALENOTUBE | FTBLD-002 | FALENO TUBE        |        |        |
| 4月1日   | パンティ見て勃起してるの? 変態さんだね。だったら足コキで充分だよね。 | OVG-167   | グローリークエスト |        |        |
| 5月7日   | 僕のことが大好きすぎる会社の後輩に誘惑されて… 相部屋ホテルで仕事もサボってひたすらSEXしていた件 石原める | ONEZ-288  | ONE MORE           |        |        |
| 8月12日  | 美女たちの足裏をふやけるまで舐めたいV 夏の浴衣編 | GUN-754   | RADIX              |        |        |
| 8月12日  | 軽蔑淫語罵り唾吐き娘 | GUN-755   | RADIX              |        |        |
| 9月14日  | 喉マ●コ中出し 美少女調教イラマチオ 石原める | XRLE-017  | REAL               |        |        |
| 2022年   | |           |                    |        |        |
| 発売日   | タイトル | 品番      | メーカー           | 備考   |        |
| 2月10日  | 素人女子大生が高額バイト代につられてヌードデッサンモデルに! マ○コのビラビラまで丁寧に描かれる視姦の羞恥にマ○コはグッショリ! 生で挿入されてイキまくり! 2                                                                                              | IENF-194  | アイエナジー       |        |        |
| 3月24日  | アナルのシワの数までハッキリわかる! ノーモザイク連続絶頂アナル見せオナニー 9 | IENF-201  | アイエナジー       |        |        |
| 7月7日   | 学校帰りに突然のゲリラ豪雨で ビショ濡れになった幼馴染が避難して来て、 普段あまり女性として意識していなかったのに スケスケ下着と濡れた姿に大コーフン! 2                                                                                               | IENF-223  | アイエナジー       |        |        |
| 7月20日  | 痴漢盗撮&中出し素人娘 媚薬オイルマッサージ Vol.26 超強力媚薬を配合しマッサージオイルを 施術中に知らずに塗りこまれたオンナは、 身体の火照りに驚き、チ○ポを欲しがる自分に戸惑い、 垂れ出したマン汁に恥ずかしがりながらも 生ハメ中出しまで欲してしまう! | NSMD-026  | 親父の個撮         |        |        |
| 10月6日  | ＃飲み友募集【検証】マッチングアプリで知り合った女の子を お持ち帰りできるのか? The Final Episode feat.FALENOTUBE | FTHTD-011 | FALENO TUBE        |        |        |

### アダルトVR
| 2020年  | 2020年                                                                    | 2020年       | 2020年      | 2020年 |
| 発売日  | タイトル                                                                  | 品番         | メーカー    | 備考   |
| ------- | ------------------------------------------------------------------------- | ------------ | ----------- | ------ |
| 4月30日 | 僕だけのアイドル同棲生活                                                  | URVRSP-00053 | unfinished  |        |
| 6月23日 | アイドル級に可愛いギャルデリヘル嬢が ザーメンなくなるまで搾り取りサービス | CBIKMV-00051 | KMPVR-bibi- |        |
| 7月11日 | 尻揉み                                                                    | KMVR-930     | KMPVR       |        |
| 7月14日 | ノーモザイクオナニーVR 女子校生SPECIAL                                    | KMVR-933     | KMPVR       |        |
| 8月25日 | まんぐりの時間                                                            | KMVR-969     | KMPVR       |        |

### アダルト配信
| 2019年   | 2019年 | 2019年     | 2019年       | 2019年 |
| 発売日   | タイトル | 品番       | メーカー     | 備考   |
| -------- | --- | ---------- | ------------ | ------ |
| 7月25日  | める | SHOW-006   | 「イマジン」 |        |
| 2020年   | |            |              |        |
| 発売日   | タイトル | 品番       | メーカー     | 備考   |
| 2月22日  | 【初撮り】【可愛いが渋滞】【いっぱい逝っちゃった..】ずっと可愛い現役コスプレイヤー。久しぶりの快感に厭らしい喘ぎ声を出しまくり.. ネットでAV応募→AV体験撮影 1191 める 22歳 コスプレイヤー | SIRO-4109  | シロウトTV   |        |
| 3月25日  | ＜中出し速報＞ 地下アイドル業界話題騒然! 5ち●んねるでも特定運動&大騒ぎ必至?! なんと現役アイドルがノリノリでAV出演! しかも彼氏はファンだと公言で炎上間違いなし! アイドルだってセックス するしお金が欲しい! わかっちゃいつつも鬱勃起! るい 20歳 地下グラビアアイドル                                             | NTR-017    | NTR.net      |        |
| 4月5日   | マジ軟派、初撮。1470 める 19歳 遊園地で風船を配るバイト ツインテールが可愛い癒し系少女! 処理が甘々なおま○こを優しく舐めれば腰をビクビク跳ねさせ感じまくって放心状態! | GANA-2269  | ナンパTV     |        |
| 4月19日  | 百戦錬磨のナンパ師のヤリ部屋で、連れ込みSEX隠し撮り 157 める 23歳 ストリッパー サラサラな美髪のムチムチ巨乳少女をヤリ部屋に連れ込み! チョコ口移しゲームで発情してラブラブセックス開始w おっぱいをブルンブルン揺らして悶絶www                                                                                   | GANA-2281  | ナンパTV     |        |
| 5月27日  | ギャルと地味子が百合展開 / 遊んでる娘とそうでない娘の違いはマン毛の処理にあった?! おっとり巨乳 め●ちゃんの処理が甘めのリアルあわびま○こと、ビラビラ見えちゃいそうなほど密度の薄い恥毛がいやらしい ●いちゃんのま○こ、貴方はどっちが好み?! シコシコハーレム部 04 美容師 ●いちゃん / 漫画家アシスタント め●ちゃん | HLM-004    | ハーレムTV   |        |
| 5月31日  | める | OREC-539   | 俺の素人     |        |
| 8月15日  | める | SCUTE-1039 | S-Cute       |        |
| 8月28日  | める 2 | WITH-061   | S-Cute       |        |
| 12月25日 | めるちゃん | MOK-002    | シロハメ堂   |        |
| 2021年   | |            |              |        |
| 発売日   | タイトル | 品番       | メーカー     | 備考   |
| 2月5日   | 【妄想主観】たまにはこんな日も… 可愛すぎる後輩と仕事をサボって就業時間中ずっとSEX 石原める | OTIM-061   | ONETIME      |        |
| 5月12日  | MERU | ORETD-0866 | 俺の素人     |        |

### 写真集
- らぶぱら 石原める（2020年3月19日、竹書房、撮影：マキハラススム）ISBN 978-4-8019-2178-8

## 出演

### 雑誌
- 月刊ソフト・オン・デマンド(2019年7月19日、ソフトオンデマンド)
- EXMAX(7月26日、ぶんか社）
- 月刊FANZA(8月22日、ジーオーティー）
- 月刊ソフト・オン・デマンド(2019年9月19日、ソフトオンデマンド)
- EXMAX(2019年10月26日、ぶんか社）
- 週刊FLASH(2019年11月5日、光文社）
- EXMAX(2019年11月26日、ぶんか社）
- EXMAX DELUXE!(2020年2月10日、ぶんか社）
- 月刊ソフト・オン・デマンド(2020年2月19日、ソフトオンデマンド)
- 週刊ポスト(2020年2月26日、小学館)
- 週刊実話(2020年3月12日、日本ジャーナル)
- EXMAX(2020年5月26日、ぶんか社）
- 金のEX vo14 NEXT(2020年5月10日、ぶんか社）

### テレビ
- 原宿☆バンビーナ候補生（2020年3月1日[14]、エンタ!959）
- ビビッと!TV（2022年1月9日 - 30日、テレビ埼玉）

### ラジオ
- とにかく明るい安村のとにかく丸裸（2019年8月17日、24日、文化放送）
- とにかく明るい安村のとにかく丸裸（2019年10月12日、19日、26日、文化放送）

### ゲーム
- 龍が如く7 光と闇の行方（2020年1月16日、PlayStation 4用ソフト、セガゲームス）乙姫ランド・ソープ嬢、石原める 役 ※写真のみの出演

### 映画
- 夜王伝説4 美女が溺れる残酷で美しいネオンの夜（2022年6月3日、ネクスタシーEX）[15]